# Тейлор (Техас)
Тейлор (англ. Taylor) — місто (англ. city) в США, в окрузі Вільямсон штату Техас. Населення — 16 267 осіб (2020).

## Географія
Тейлор розташований за координатами 30°34′23″ пн. ш. 97°25′11″ зх. д. / 30.57306° пн. ш. 97.41972° зх. д. (30.573170, -97.419700). За даними Бюро перепису населення США в 2010 році місто мало площу 44,83 км², з яких 44,54 км² — суходіл та 0,29 км² — водойми. В 2017 році площа становила 47,90 км², з яких 47,61 км² — суходіл та 0,29 км² — водойми.

## Демографія
Згідно з переписом 2010 року, у місті мешкала 15 191 особа в 5306 домогосподарствах у складі 3760 родин. Густота населення становила 339 осіб/км². Було 5990 помешкань (134/км²).
Расовий склад населення:
| - 71,7 % — білих - 10,2 % — чорних або афроамериканців - 1,2 % — корінних американців - 0,7 % — азіатів - 0,1 % — вихідців з тихоокеанських островів - 13,1 % — осіб інших рас |

До двох чи більше рас належало 3,0 %. Частка іспаномовних становила 42,8 % від усіх жителів.
За віковим діапазоном населення розподілялося таким чином: 27,5 % — особи молодші 18 років, 60,6 % — особи у віці 18—64 років, 11,9 % — особи у віці 65 років та старші. Медіана віку мешканця становила 34,4 року. На 100 осіб жіночої статі у місті припадало 89,3 чоловіків; на 100 жінок у віці від 18 років та старших — 84,2 чоловіків також старших 18 років.
Середній дохід на одне домашнє господарство становив 56 508 доларів США (медіана — 42 793), а середній дохід на одну сім'ю — 65 531 долар (медіана — 51 838). Медіана доходів становила 34 299 доларів для чоловіків та 32 998 доларів для жінок. За межею бідності перебувало 15,4 % осіб, у тому числі 22,9 % дітей у віці до 18 років та 7,0 % осіб у віці 65 років та старших.
Цивільне працевлаштоване населення становило 7334 особи. Основні галузі зайнятості: освіта, охорона здоров'я та соціальна допомога — 17,3 %, роздрібна торгівля — 14,0 %, виробництво — 12,7 %.

## Персоналії
- Текс Ейвері (1908—1980)) — американський мультиплікатор і актор озвучування.